# Szergej Vasziljevics Avgyejev
Szergej Vasziljevics Avgyejev (oroszul: Сергей Васильевич Авдеев) (Csapajevszk, 1956. január 1.–) szovjet űrhajós, fedélzeti mérnök.

## Életpálya
1962-1973 között Kujbisevben járt középiskolákba. 1979-ben Moszkvában szerzett mérnök-fizikusi diplomát. 1979-től 1987-ig mérnökként dolgozott. 1979–1981 között pártpolitikai tanulmányokat folytatott. 1983-ban került katonai állományba főhadnagyként.
1987. március 26-tól részesült űrhajóskiképzésben. Kiképezték a Szojuz TM–12 és a Szojuz TM–13 programokra is, de a programvezetők más űrhajóst jelöltek helyette. Három hosszú távú űrszolgálaton összesen 747 napot, 14 órát, 14 percet és 11 másodpercet töltött a világűrben. Szolgálati ideje alatt több külső szerelést végzett, összesen 1 napot, 18 órát, 38 percet töltött az űrállomáson kívül. Űrhajós pályafutását 2003. február 14-én fejezte be.
2011. június 15-én az orosz–spanyol kulturális és tudományos kapcsolatok orosz elnöke lett.

## Űrrepülések
- Szojuz TM–15 fedélzeti mérnökként érkezett a Mir űrállomásra
- Szojuz TM–22 fedélzeti mérnökként érkezett a Mir űrállomásra,
- Szojuz TM–28 fedélzeti mérnökként érkezett a Mir űrállomásra, a Szojuz TM–29 fedélzetén tért vissza a Földre,

### Tartalék személyzet
- Szojuz TM–14 fedélzeti mérnökként
- Szojuz TM–20 fedélzeti mérnökként
- Szojuz TM–26 fedélzeti mérnökként

## Sporteredmények
Egy L-39-es oktatógéppel 30 órát repült, ejtőernyősként 35 ugrást végzett.

## Kitüntetések
- 1999. október 7-től 1. osztályú űrhajós.
- Megkapta az Oroszország Hőse kitüntetést.